# Jerry Maren
Jerry Maren, właśc. Gerald Marenghi (ur. 24 stycznia 1920 w Bostonie, zm. 24 maja 2018 w San Diego) – amerykański aktor filmowy i telewizyjny, kaskader.

## Wybrana Filmografia
- 1938: The Terror of Tiny Town jako Mieszkaniec (niewymieniony w czołówce)
- 1939: Czarnoksiężnik z Oz jako członek Bractwa Lizaków (niewymieniony w czołówce)
- 1949: Samson i Dalila
- 1968: Planeta Małp jako małpie dziecko
- 1973: Bitwa o Planetę Małp
- 1978: Władca Pierścieni - głos
- 1982: Tron
- 1987: Kosmiczne jaja
- 1997: Kroniki Seinfelda jako tata
- 1985: Dom jako Littlr Critter
- 2010: Dahmer vs. Gacy jako Mim

## Życie prywatne
W 1975 poślubił aktorkę Elizabeth Barrington, która zmarła 27 stycznia 2011. Był bardzo niskiego wzrostu 1,3 metra.